# Street Manual Training School
Street Manual Training School fue una histórica escuela afroestadounidense ubicada en Richmond, Alabama, Estados Unidos.

## Historia
La escuela fue fundada en 1904 por Emmanuel M. Brown, un graduado del Instituto Normal e Industrial y de la Universidad de Harvard que fue un defensor de las ideas de Booker T. Washington. Se dedicó a mejorar la calidad de vida de los afroestadounidenses en el condado de Dallas durante la era de segregación racial de Jim Crow. Brown modeló su escuela en la Universidad de Tuskegee. Vivió en el lugar desde el comienzo de la escuela, sirviendo como director hasta su muerte en 1960. La escuela fue incluida en el Registro Nacional de Lugares Históricos el 28 de julio de 1999.
El campus constaba de más de 200 acres (81 ha), pero la mayor parte se vendió después del cierre de la escuela en 1971. Los restantes 23.1 acres (9.3 ha) del campus contienen siete edificios construidos entre 1906 y 1964, así como una torre de agua construida alrededor de 1943.